# Anna Ticho
Anna Ticho (en hébreu : אנה טיכו), née à Brünn le 27 octobre 1894 et morte en Israël le 1er mars 1980, est une peintre israélienne.

## Biographie
Elle naît en 1894 à Brünn en Moravie, alors partie de l'Autriche-Hongrie, aujourd'hui devenue « Brno » dans la partie orientale de la République tchèque. À l'âge de 15 ans, elle commence à étudier le dessin à Vienne puis s'inscrit en 1909 dans une école d'art. En 1912, elle a dix-huit ans et s'installe en Palestine avec sa mère et son cousin devenu mari, l'ophtalmologue Avraham Albert Ticho (1883-1960). Le couple reste sans enfant.
En émigrant, elle emporte avec elle des souvenirs de Vienne de peintres éminents tels que G. Klimt, E. Schiele, O. Kokoschka ainsi que les dessins anciens. 
Le couple Ticho s'établit à Jérusalem où le Dr Ticho ouvre une clinique ophtalmologique qui devient réputée et Anna commence à travailler en tant que son assistante. En 1917, ils sont exilés quelque temps à Damas où Anna attrape le typhus et se remet au dessin durant sa convalescence, puis ils reviennent à Jérusalem. Dans les années 30, elle fait un séjour à Paris où elle visite la ville. La clinique ferme en 1960 après la mort de l'ophtalmologue.
En 1924, le couple acquiert une propriété construite en 1880 par les Nashashibi (en), une famille locale palestinienne connue qui a vécu et travaillé dans cette propriété. Dans cette maison, Anna héberge plusieurs officiers britanniques et de la ville comme d'autres artistes et intellectuels le font à cette époque.
Elle figure parmi les fondateurs de l'École des Beaux-arts Bezalel à Jérusalem, liée dorénavant à la maison Ticho.
À la fin de sa vie, elle cède sa résidence et sa collection d'art (avec ses propres œuvres) à la cité de Jérusalem. C'est l'architecte David Kroyanker, spécialiste en histoire de l'architecture de Jérusalem, qui s'occupe de la restauration et de la préservation du bâtiment de la Ticho House,. 
Ainsi, la Maison Ticho (en) est devenue une branche du Musée d'Israël. Elle est utilisée comme centre d'activités artistiques, lieu d'exposition des œuvres d'Anne Ticho et des travaux de jeunes artistes de toutes disciplines, et comporte un café, un restaurant casher et des jardins paisibles particulièrement appréciés.

## Ses sujets artistiques
Dans une lettre à un ami, Anna Ticho écrit : 
« Je suis venue à Jérusalem quand elle était encore « territoire vierge », avec de vastes et belles vues à couper le souffle ... J'ai été impressionnée par la grandeur des paysages, les collines dénudées, les vieux et grands oliviers, et les pentes palatines ... le sens de la solitude et de l'éternité. » 
Anna Ticho use de plume et encre, du fusain, du pastel et du crayon. Dans ses premières œuvres, la sévérité du paysage du Moyen-Orient empêchaient ses aspirations artistiques mais à partir des années 1930, elle commence à faire des tableaux sur les collines hiérosolymites et des portraits de personnages locaux. Son sujet de prédilection reste toutefois le paysage minéral de Jérusalem et des collines de Judée où surgit quelquefois une nature végétale. 
Dès 1953, elle expose dans de grandes villes internationales : Jérusalem, Vienne, Paris, New York, Londres, Amsterdam, etc. Actuellement, ses dessins et aquarelles sont inclus dans de célèbres collections du monde entier, comme dans les musées de Jérusalem, Chicago, San Francisco ou New-York. 

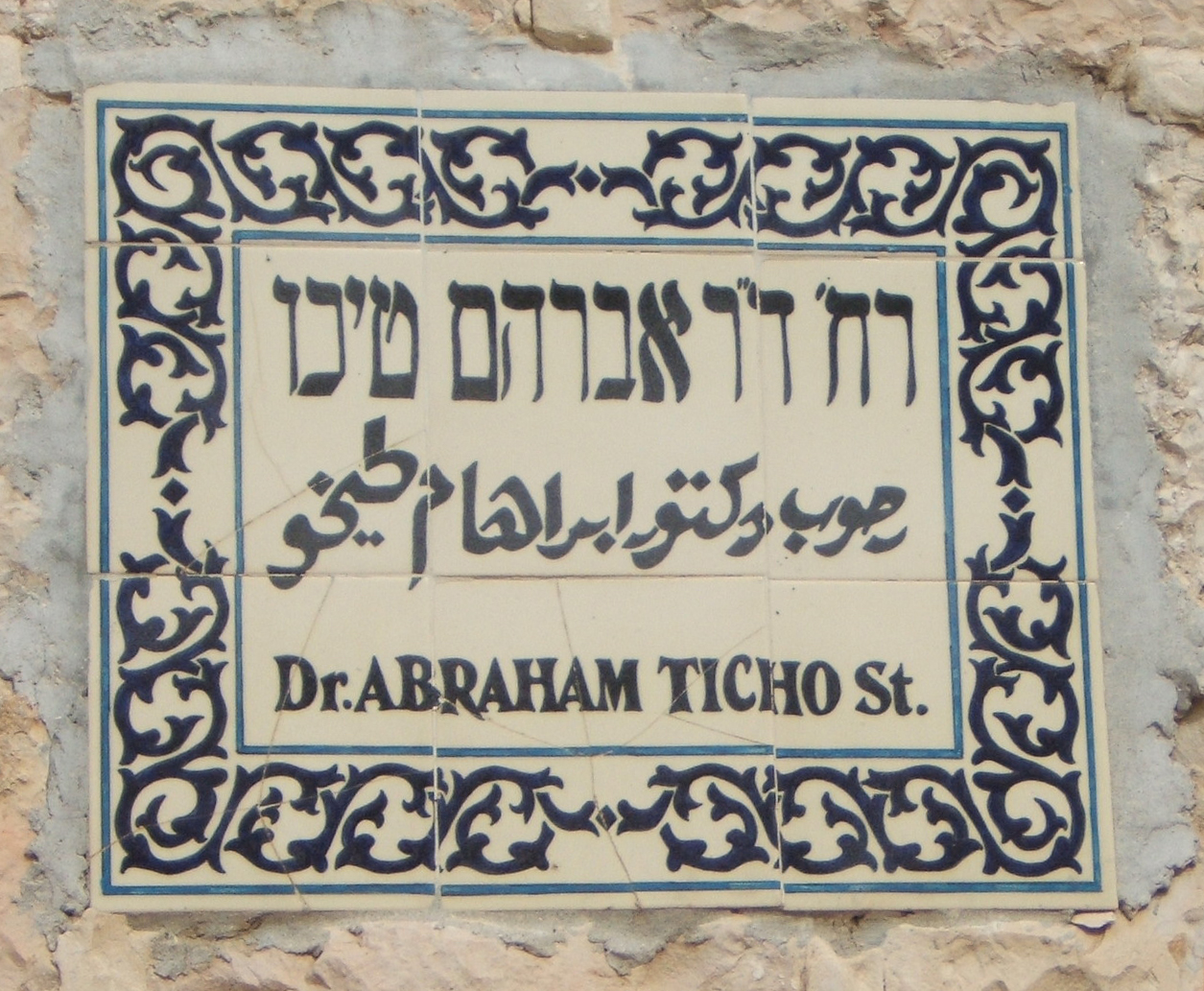
Rue du dr. Abraham Ticho dans le quartier "Beit David" (datant de 1873) à Jérusalem, où a habité le couple Ticho.

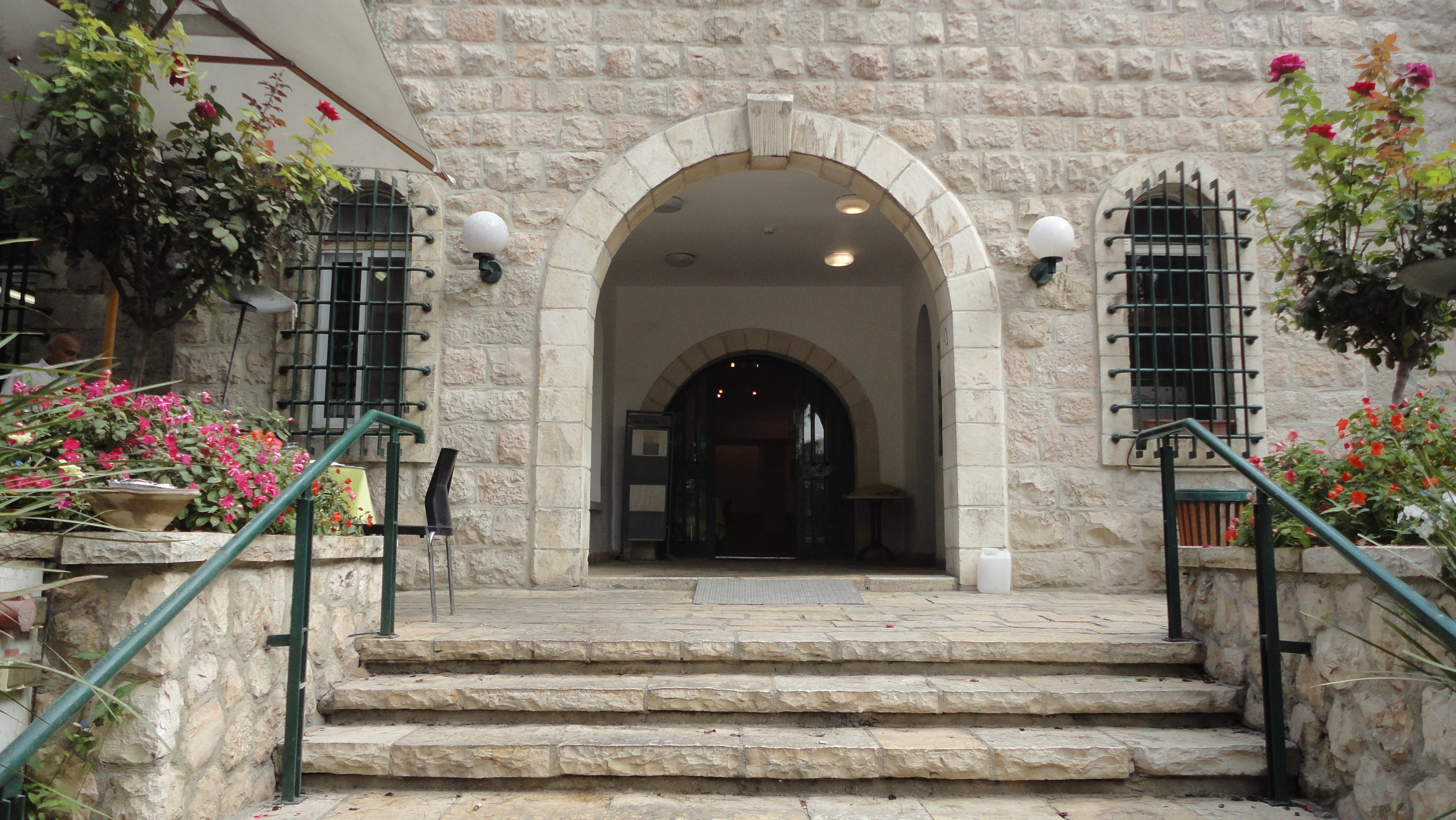
Entrée de la maison Ticho devenue musée, rue Arav Kook à Jérusalem.

## Prix
- Prix Erest de Peinture et Sculpture de la ville de Jérusalem en 1965[1]
- Prix Yakir Yeroushalayim (citoyenne d'Honneur de la ville de Jérusalem) en 1970[7]
- Prix Sandberg des arts israéliens du Musée d'Israël[2]
- Prix Israël du dessin en 1980[8].

## Publications
- (en) Jerusalem landscapes, drawings and watercolours, A. Ticho (auteur), W. Sandberg (direction), E. Cohen (rédaction), Ashgate Publishing, 1971.  (ISBN 0853312842).